# Alexandru Chipciu
Alexandru Mihăiță Chipciu (ur. 18 maja 1989 w Pitești) – piłkarz rumuński grający na pozycji pomocnika. Od 2022 roku zawodnik klubu Universitatea Kluż. W reprezentacji Rumunii zadebiutował w 2011 roku. 

## Sukcesy
Steaua Bukareszt
- Mistrzostwo Rumunii (3): 2012/13, 2013/14, 2014/15
- Puchar Rumunii (1): 2014/15
- Superpuchar Rumunii (1): 2013
- Puchar Ligi Rumuńskiej (2): 2014/15, 2015/16

RSC Anderlecht
- Mistrzostwo Belgii (1): 2016/17
- Superpuchar Belgii (1): 2017

### CFR Cluj
- Mistrzostwo Rumunii (3): 2019/20, 2020/21, 2021/22

- Superpuchar Rumunii (1): 2020

### Universitea Kluż
- finalista Pucharu Rumunii (1): 2022/23